# SNR G330.2+01.0
SNR G330.2+01.0, llamado también G330.2+1.0 y AJG 41, es un resto de supernova que se localiza en la constelación austral de Norma. Fue descubierto como radiofuente en 1975 en un estudio del cielo realizado a 408 MHz y 5000 MHz de frecuencia.

## Morfología
La imagen de SNR G330.2+01.0 en la frecuencia de radio de 843 MHz es una concha o cáscara visible en la mayor parte del remanente, aunque esta característica se desvanece en la región noroeste. El rasgo más llamativo de la imagen en radio es la brillante emisión en el centro del hemisferio este.
En rayos X, SNR G330.2+01.0 también muestra una morfología en forma de cáscara, aunque esta cáscara es ligeramente elíptica, siendo su tamaño de 12,5 × 10,5 minutos de arco. Es uno de los pocos objetos de su clase incluidos en la categoría «dominada por sincrotrón» —de la que también forman parte G353.6-0.7, Vela Junior, RX J1713.7-3946 y G1.9+0.3—, en donde la casi totalidad de la emisión está dominada por un continuo no térmico.
Sin embargo, a diferencia de la mayor parte de los restos de supernova de ese grupo, no se ha detectado radiación gamma procedente de SNR G330.2+01.0.
La velocidad de expansión de este resto de supernova es de 4600 km/s aproximadamente, lo que indica que es un resto de supernova joven.
En este sentido hay que señalar que el gran tamaño, el bajo brillo y la juventud de SNR G330.2+01.0 requieren una densidad ambiental muy baja, lo que sugiere que la expansión ha tenido lugar en una burbuja provocada por el viento estelar. Además, se piensa que en la región este, donde se ve algo de emisión térmica, la velocidad es mucho más lenta porque el frente de choque ha llegado al borde de la cavidad.

## Remanente estelar
El objeto central compacto (CCO) asociado a SNR G330.2+01.0, denominado CXOU J160103.1-513353, es una estrella de neutrones similar a la de Casiopea A o Vela Junior. La emisión de rayos X de este objeto se origina principalmente en una pequeña región muy caliente con una temperatura de entre 2 500 000 y 5 000 000 K. Aunque datos del observatorio Chandra sugirieron pulsaciones de rayos X procedentes de este objeto, éstas no fueron confirmadas por el observatorio XMM-Newton, por lo que probablemente no eran reales.

## Edad y distancia
Entre 2006 y 2017 algunas partes de la cáscara de SNR G330.2+01.0 se ha expandido en aproximadamente un 1 %, lo que implica una edad de expansión libre (no acelerada) de aproximadamente 1000 años. Dado que tiene que haber tenido lugar cierta desaceleración, se piensa que su edad no puede superar los 1000 años.
Por otra parte, se estima que este resto de supernova se encuentra a 5000 pársecs de la Tierra.